# Les Cerqueux-sous-Passavant
Les Cerqueux-sous-Passavant is een plaats en voormalige gemeente in het Franse departement Maine-et-Loire in de regio Pays de la Loire en telt 445 inwoners (1999). De plaats maakt deel uit van het arrondissement Saumur.

## Geschiedenis
De plaats maakt sinds 22 maart 2015 deel uit van het op die dag gevormde kanton Cholet-2 toen het kanton Vihiers, waar de gemeente daarvoor onder viel, werd opgeheven. Op 1 januari 2016 werd de gemeente opgeheven en opgenomen in de op die dag gevormde commune nouvelle Lys-Haut-Layon.

## Geografie
De oppervlakte van Les Cerqueux-sous-Passavant bedraagt 22,7 km², de bevolkingsdichtheid is 19,6 inwoners per km².
De onderstaande kaart toont de ligging van Les Cerqueux-sous-Passavant met de belangrijkste infrastructuur en aangrenzende gemeenten.

## Demografie
Onderstaande figuur toont het verloop van het inwonertal.